# Grand Conseil du canton de Fribourg
 (septembre 2021).
Si vous disposez d'ouvrages ou d'articles de référence ou si vous connaissez des sites web de qualité traitant du thème abordé ici, merci de compléter l'article en donnant les références utiles à sa vérifiabilité et en les liant à la section « Notes et références ».
Législature 2022-2026
Hôtel cantonal
Le Grand Conseil (en allemand : Grosser Rat) est le parlement cantonal du canton suisse de Fribourg.

## Description
Le Grand Conseil est l'autorité suprême du canton. Il se compose de 110 députés élus par le peuple pour une durée de cinq ans au scrutin proportionnel. La loi définit au maximum huit cercles électoraux. Elle assure une représentation équitable des régions du canton.
Le Grand Conseil exerce le pouvoir législatif. Il se réunit régulièrement en session, généralement huit fois l'an en session ordinaire, les mardi après-midi, les mercredi matin, les jeudi matin et les vendredi matin.
Il dispose de son propre secrétariat, dirigé par un secrétaire général, élu pour une période de cinq ans. Le poste est occupé par Mireille Hayoz depuis juin 2009,. Avant l'entrée en vigueur de la nouvelle constitution fribourgeoise en 2005, le secrétariat était rattaché à la Chancellerie d’État.

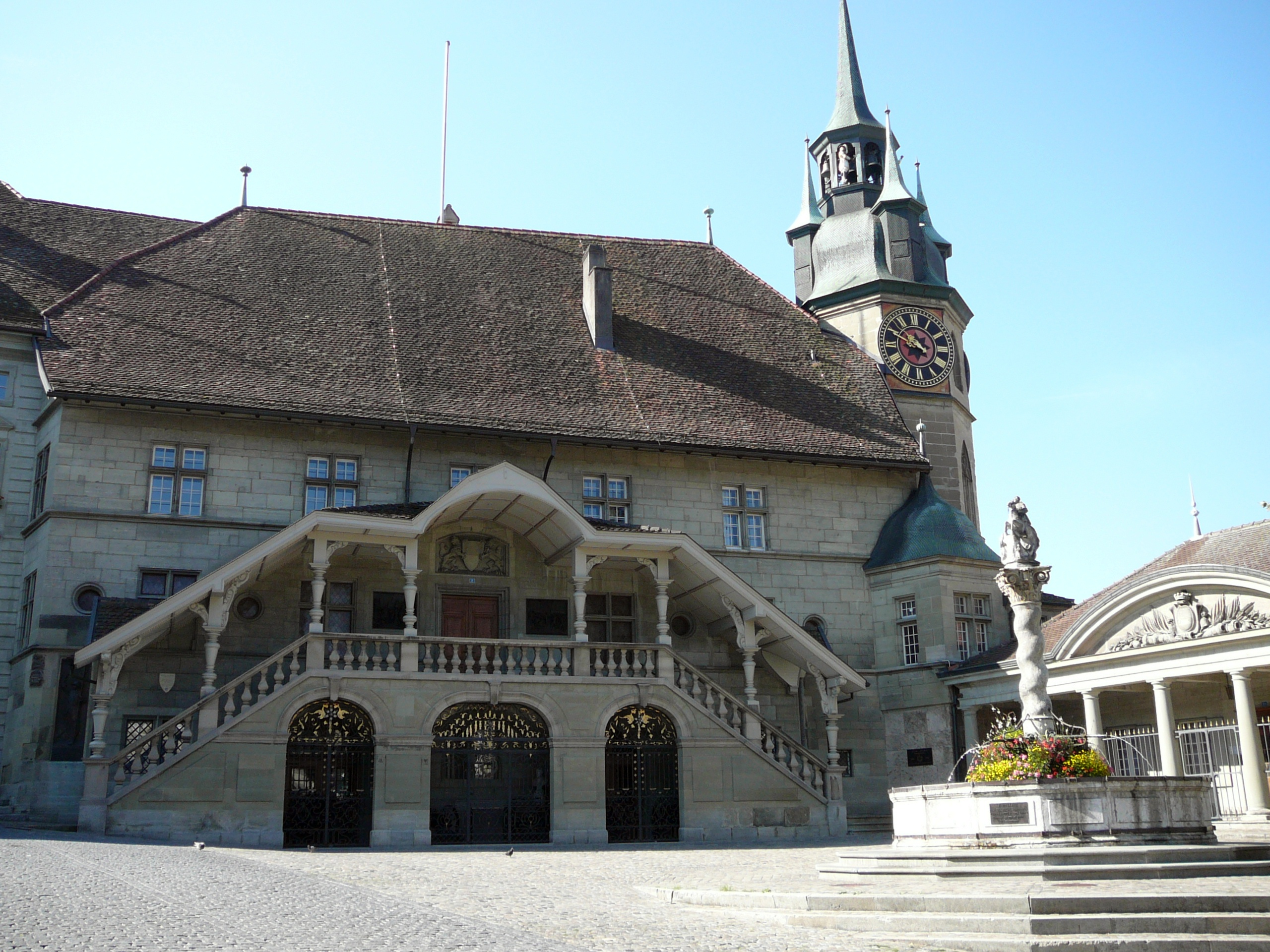
Hôtel de ville

## Circonscriptions
Les 110 sièges se répartissent comme suit pour la législature 2017-2021 : 
| Districts       | 2017 |
| --------------- | ---- |
| Fribourg-ville  | 14   |
| Sarine-Campagne | 24   |
| Singine         | 15   |
| Gruyère         | 19   |
| Lac             | 13   |
| Glâne           | 8    |
| Broye           | 11   |
| Veveyse         | 6    |

## Composition

### Législature 2022-2026
L'élection du 7 novembre 2021 produit la répartition suivante des sièges par parti pour la législature 2022 à 2026 (taux de participation : 35,1 %), :
| Parti politique     | Sièges | Diff. | Hommes    | Femmes    |
| ------------------- | ------ | ----- | --------- | --------- |
| Le Centre           | 26     | −1    | 18        | 8         |
| PLR                 | 23     | +2    | 17        | 6         |
| PS                  | 21     | −7    | 10        | 11        |
| UDC                 | 18     | −3    | 17        | 1         |
| Les Verts           | 13     | +7    | 7         | 6         |
| Centre gauche - PCS | 4      | =     | 2         | 2         |
| Vert'libéraux       | 3      | +2    | 1         | 2         |
| UDF                 | 1      | +1    | 1         | 0         |
| Indépendants        | 1      | −1    | 0         | 1         |
| Total               | 110    |       | 73 (64 %) | 37 (36 %) |

Les Verts, qui décrochent sept sièges supplémentaires, sont les grands gagnants du scrutin. Leurs gains se font au détriment du Parti socialiste, qui perd sept sièges. Malgré la perte d'un siège, Le Centre reprend sa place de premier parti du canton, tant en nombre de sièges (26) qu'en pourcentage de voix (22,13 %).
Au total, l'équilibre droite-gauche ne change pas, la droite conservant près de deux tiers des sièges.

## Anciennes compositions

### Législature 2017-2021
L'élection du 6 novembre 2016 produit la répartition suivante des sièges par parti pour la législature 2017 à 2021 :
| Parti politique     | Sièges | Diff. | Hommes | Femmes | Francophones | Germanophones |
| ------------------- | ------ | ----- | ------ | ------ | ------------ | ------------- |
| PS                  | 28     | −1    | 13     | 15     | 21           | 7             |
| PDC                 | 27     | −4    | 21     | 6      | 22           | 5             |
| PLR                 | 21     | +4    | 13     | 8      | 16           | 5             |
| UDC                 | 21     | =     | 20     | 1      | 13           | 8             |
| Les Verts           | 6      | +3    | 2      | 4      | 5            | 1             |
| Centre gauche - PCS | 4      | =     | 3      | 1      | 2            | 2             |
| Vert'libéraux       | 1      | −1    | 1      | 0      | 0            | 1             |
| Indépendants        | 2      | =     | 2      | 0      | 1            | 1             |

Répartition des sièges

Le Grand Conseil est présidé en 2017 par Bruno Boschung (PDC), en 2018 par Markus Ith (PLR), en 2019 par Roland Mesot (UDC), en 2020 par Kirthana Wickramasingam (PS) et en 2021 par Sylvie Bonvin-Sansonnens (Les Verts).

### Législature 2012-2016
L'élection du 13 novembre 2011 produit la répartition suivante des sièges par parti pour la législature 2012 à 2016 :
| Parti politique                            | Sièges | Diff. |
| ------------------------------------------ | ------ | ----- |
| PDC                                        | 31     | −6    |
| PS                                         | 29     | +4    |
| UDC                                        | 21     | +3    |
| PLR                                        | 17     | −2    |
| PCS                                        | 4      | =     |
| Les Verts                                  | 3      | =     |
| Vert'libéraux                              | 2      | +2    |
| PBD                                        | 2      | +2    |
| Parti Indépendant - Solidarité - Ouverture | 1      | =     |

Répartition des sièges

Le Parti évangélique suisse (−1) et le Mouvement Ouverture (−2) disparaissent du Grand Conseil.
Les élus du PDC et du PBD forment ensemble le groupe PDC-PBD. Les élus des Verts, du PCS et du PVL ainsi que l'élu Indépendant-Solidarité-Ouverture constituent le groupe Alliance Centre-Gauche (ACG).
En janvier 2013, les deux élus PBD quittent leur parti pour rejoindre le PDC.
Le Grand Conseil est présidé en 2012 par Gabrielle Bourguet (PDC), en 2013 par Pascal Kuenlin (PLR), en 2014 par Katharina Thalmann-Bolz (UDC), en 2015 par David Bonny (PS) et en 2016 par Benoît Rey (PCS).

### Législature 2007-2011
L'élection du 5 novembre 2006 produit la répartition suivante des sièges par parti pour la législature 2007 à 2011 (participation de 40,69 %),,, est marquée par la diminution du nombre de députés de 130 à 110 :
| Parti politique                            | Sièges |
| ------------------------------------------ | ------ |
| PDC                                        | 37     |
| PS                                         | 25     |
| PLR                                        | 19     |
| UDC                                        | 18     |
| PCS                                        | 4      |
| Les Verts                                  | 3      |
| Mouvement Ouverture                        | 1      |
| Parti Indépendant - Solidarité - Ouverture | 1      |
| PEV                                        | 1      |
| Divers                                     | 1      |

Répartition des sièges

Les élus du PCS, des Verts, du Mouvement Ouverture, de la liste « Indépendante - Solidarité - Ouverture » et du PEV siègent ensemble dans le groupe Alliance Centre Gauche (ACG).

### Législature 2002-2006
L'élection du 11 novembre 2001 produit la répartition suivante des sièges par parti pour la législature 2002 à 2006  :

Répartition des sièges

| Parti politique     | Sièges | Diff. |
| ------------------- | ------ | ----- |
| PDC                 | 45     | =     |
| PS                  | 26     | −6    |
| PRD                 | 26     | +1    |
| UDC                 | 16     | +8    |
| PCS                 | 10     | =     |
| Mouvement Ouverture | 4      | −1    |
| Divers              | 2      | −1    |
| Les Verts           | 1      | −1    |